# Abdoulaye Gbané
Abdoulaye Gbané, né le 14 mars 1988, est un taekwondoïste ivoirien.  

## Biographie
Il est le frère des taekwondoïstes Hamza Gbané et Seydou Gbané.

## Palmarès

### Championnats d'Afrique
- Médaille d'or dans la catégorie des moins de 80 kg aux Championnats d'Afrique de taekwondo 2012 à Antananarivo